# Infancias trans
La infancia trans hace referencia a la etapa en la vida de un niño o niña cuya identidad de género no coincide con el sexo asignado al nacer. Los niños trans son aquellos cuya identidad de género se siente como masculina, a pesar de haber sido asignados como mujeres al nacer. De manera similar, las niñas trans son aquellas cuya identidad de género se siente femenina, a pesar de haber sido asignadas como hombres al nacer.
La infancia trans es un concepto dentro de la identidad de género y se refiere a cuando un niño o niña se identifica como un género diferente al que se le asignó al nacer, y esta identidad se manifiesta de manera temprana. A veces, los niños trans expresan este sentimiento desde muy pequeños, aunque el proceso de exploración y comprensión de la identidad de género es algo que varía en cada niño.

### ¿Qué caracteriza a la infancia trans?
1. Expresión de género no conforme: Los niños trans pueden mostrar preferencia por actividades, juguetes o ropa que la sociedad tradicionalmente asocia con el género opuesto. Por ejemplo, un niño trans puede preferir jugar con muñecas en lugar de autos, o puede usar ropa típicamente femenina, aunque se identifique como hombre.
2. Declaraciones de identidad: A menudo, los niños trans expresan verbalmente que no se sienten cómodos con el sexo asignado al nacer. Un niño que se identifica como mujer puede decir “soy una niña” aunque su asignación al nacer fuera de niño.
3. Desarrollo temprano: En algunos casos, la disforia de género (el malestar con el género asignado al nacer) puede ser evidente desde la infancia temprana. Sin embargo, en algunos niños, esta identidad puede desarrollarse más adelante, durante la adolescencia.

### Transición en la infancia
La transición de un niño trans puede implicar una serie de pasos que varían dependiendo de la familia, la cultura y el apoyo que el niño reciba. Los posibles pasos incluyen:
- Socialización: Implica cambiar la forma en que el niño se presenta al mundo, ya sea con ropa, nombre y pronombres que coincidan con su identidad de género.
- Apoyo psicológico: Muchos niños trans se benefician de la orientación de un profesional especializado en salud mental que pueda ayudarles a comprender y aceptar su identidad de género.
- Tratamientos médicos: En algunos casos, puede ser recomendable el uso de bloqueadores de pubertad (medicación que detiene la pubertad y retrasa la aparición de características sexuales secundarias) para que el niño pueda tener más tiempo para explorar su identidad sin los efectos físicos de la pubertad.

Es importante destacar que la transición médica en la infancia generalmente no implica cambios permanentes, sino que los bloqueadores de pubertad son reversibles. La decisión de realizar estos tratamientos debe ser cuidadosamente considerada junto con los padres, médicos y profesionales de la salud mental.

### Desafíos de los niños trans
Los niños trans pueden enfrentar varios desafíos, tales como:
- Estigma y discriminación: En algunos contextos sociales o familiares, puede haber falta de aceptación hacia las personas trans, lo que puede generar un entorno poco acogedor o incluso abusivo.
- Dificultades psicológicas: La falta de apoyo, la discriminación o el no ser comprendido puede contribuir a problemas de salud mental como ansiedad, depresión o baja autoestima.
- Confusión o incomodidad social: Los niños pueden sentirse diferentes de sus compañeros, especialmente si no tienen el apoyo adecuado en la escuela o en su círculo social.

### Apoyo a la infancia trans
Para apoyar a un niño trans, es crucial proporcionar un entorno afirmativo y compasivo, que valide su identidad de género. Esto puede implicar:
- Uso de pronombres correctos y el nombre elegido por el niño.
- Fomentar la autoaceptación y el respeto por parte de los compañeros, amigos y familiares.
- Buscar profesionales especializados en identidad de género infantil, como psicólogos o psiquiatras, para guiar el proceso.
- Proveer un entorno escolar inclusivo, con personal que esté capacitado para manejar la diversidad de género.